# Goliath Artists
Goliath Artists — американська компанія з музичного менеджменту. Наприкінці 1995 репер Proof познайомив Пола Розенберга зі своїм другом Емінемом. Переїхавши до Нью-Йорка, щоб скласти екзамен для вступу до колегії адвокатів і знайти роботу, він отримав від виконавця касету, матеріал з котрої невдовзі увійшов до The Slim Shady EP.
Після підписання Емінемом контракту з Aftermath Entertainment та Interscope Records, поки той записував The Slim Shady LP, Розенберг заснував свою компанію Goliath Artists. У 2012 до неї приєднався репер Екшн Бронсон, а у 2013 — Денні Браун. 21 лютого 2020 року стало відомо, що Пол Розенберг йде з Def Jam Recordings з посади голови та генерального директора, щоб зосередитися на управлінні Shady Records, Goliath Artists та своїм новим підприємством Goliath Records. Наступного року він оголосив про підписання першого контракту з репером з Індіани Вінсом Ешем та випустив делюкс-версію альбому VITO на лейблі Interscope.

## Артисти
- Eminem
- Xzibit
- Cypress Hill
- B-Real
- Blink-182
- The Knux
- Three 6 Mafia
- The Alchemist
- Екшн Бронсон
- Денні Браун